# Hrabstwo George
Hrabstwo George (ang. George County) – hrabstwo w stanie Missisipi w Stanach Zjednoczonych. Obszar całkowity hrabstwa obejmuje powierzchnię 483,63 mil² (1252,6 km²). Według szacunków United States Census Bureau w roku 2009 miało 22 681 mieszkańców.
Hrabstwo powstało w 1811 roku.
Hrabstwo należy do nielicznych hrabstw w Stanach Zjednoczonych należących do tzw. dry county, czyli hrabstw gdzie decyzją lokalnych władz obowiązuje całkowita prohibicja.

## Miejscowości
- Lucedale[6]

| Populacja hrabstwa w poprzednich latach | Populacja hrabstwa w poprzednich latach |
| Rok                                     | Liczba ludności                         |
| --------------------------------------- | --------------------------------------- |
| 1980                                    | 15 256                                  |
| 1990                                    | 16 673                                  |
| 2000                                    | 19 144                                  |
| 2005                                    | 21 259                                  |